# Udham Singh (hockeyer)
Udham Singh Kular  (Sansarpur, 4 augustus 1928 - Sansarpur, 23 maart 2000) was een Indiaas hockeyer. Singh won met het Indiase team driemaal olympische goud en eenmaal olympische zilver. Hij is samen met zijn landgenoot Leslie Claudius de meest gelauwerde olympische hockeyer. Na afloop van carrière coachte hij het Indiase team naar de bronzen medaille tijdens de  Olympische Zomerspelen 1968.

## Resultaten
- Olympische Zomerspelen 1952 in Helsinki  met het Indiase team
- Olympische Zomerspelen 1956 in Melbourne  met het Indiase team
- Aziatische Spelen 1958 in Tokio  met het Indiase team
- Olympische Zomerspelen 1960 in Rome  met het Indiase team
- Olympische Zomerspelen 1964 in Tokio  met het Indiase team